# Хенри Джеймс
Хенри Джеймс (на английски: Henry James) е американски писател, написал 20 романа, 112 разказа, 12 пиеси и голямо количество литературна критика. Авторите, от които се учи, са Чарлз Дикенс, Оноре дьо Балзак и Натаниел Хоторн.

## Биография и творчество
Хенри Джеймс е роден на 15 април 1843 г. в Ню Йорк в заможно семейство. Баща му, Хенри Джеймс старши, е един от най-известните интелектуалци на Америка в средата на 19 век, сред чиито приятели са Торо, Емерсън и Хоторн. Брат на Хенри Джеймс е Уилям Джеймс (1842 – 1910) – известен философ прагматист.
Животът на Джеймс преминава предимно в Европа. През детските си години пътува из цяла Европа с баща си и брат си. Преподават му частни учители в Женева, Лондон, Париж, Болоня и Бон. На деветнадесетгодишна възраст за кратко време следва право в Харвард, но интересите му са повече в областта на литературата, отколкото на правото. Джеймс публикува първия си разказ „Трагедия от грешки“ на 21-годишна възраст и оттогава се посвещава на литературата.

## Творби
От ранни години Джеймс чете в оригинал класически произведения на английската, американската, френската и немската литература, както и руски класици в превод. Първият му роман – „Пази и защитавай“ (Watch and Ward) (1871) – е за един ерген, който осиновява 12-годишно момиченце и планира да се ожени за него.
След като живее известно време в Париж, Джеймс се премества в Лондон, а оттам в Рай, Съсекс. По време на първите си самостоятелни години в Европа Джеймс пише романи, които описват живота на американци, живеещи в чужбина. Едва през 1905 г. Джеймс посещава отново САЩ.
Между 1906 и 1910 г. Джеймс ревизира много от разказите и романите си за т. нар. Нюйоркско издание на събраните му произведения. Автобиографията му, „Едно малко момче и другите“ (1913) е последвана от продължение – „Бележки на един син и брат“ (1914). Третият том, „Средна възраст“, се появява посмъртно през 1917. Избухването на Първата световна война е шок за Джеймс и през 1915 той става британски гражданин в знак на вярност към втората си родина и като протест срещу отказа на САЩ да влезе във войната. Джеймс получава удар през декември 1915 г. В очакване на смъртта възкликва: „Е, това е то най-сетне, известното нещо!“ Умира в Рай след три месеца на 28 февруари 1916 г. Два романа остава недовършени – „Слоновата кула“ и „Усет за миналото“ (1917).

## Основни теми
Характерно за романите на Джеймс е психологията, разбирането, чувствително нарисуваните портрети на дами. Неговите главни теми са невинността на новия свят в конфликт с корупцията и мъдростта на стария. Сред неговите шедьоври е „Дейзи Милър“ (1879), където младата и невинна американка Дейзи намира своите ценности в конфликт със сложните европейски условности. В „Портрет на една дама“ (1881) млада американска жена е измамена по време на пътуванията ѝ из Европа. Окончателната версия на романа се появява през 1908. Главната героиня Изабел Арчър, безпарично сираче, отива в Англия при своите леля и чичо и техният туберкулозен син, Ралф. Изабел наследява пари, отхвърля едно добро предложение за брак и необмислено се жени за Гилбърт Озмънд, сноб вдовец, преждевременно състарен, с млада дъщеря, Пензи. Очаква я голямо разочарование.
„Бостънци“ (1886) e написан в период на надигащ се феминизъм, r е основан на романа на Алфонс Доде „Евангелистът“. „Това, което знаеше Мейси“ (1897) обрисува младо момиче, което трябва да избира между родителите и майчински нежната си стара гувернантка. В „Крилата на гълъба“ (1902) наследството разрушава любовта на млада двойка. Джеймс смята „Посланиците“ (1903) за свое „най-съвършено“ произведение на изкуството. Романът рисува опитите на Ламбърт Стретчър да убеди Чад, сина на мисис Нюсъм, да се върне от Париж обратно в Съединените щати. Възможността Стретчър да се ожени за мисис Нюсъм е изпусната, но той все пак остава доволен в ролята си на вдовец и наблюдател.
Едно от най-прочутите произведения на Джеймс е „Примката на призрака“. Тази новела е написана под формата на дневник, останал от гувернантка, която е работила в заможно, изолирано имение в Англия. Тя се опитва да спаси две невинни и разглезени деца от демони и призраци, за които до края не става ясно къде се появяват – в къщата ли или в болното съзнание на гувернантката.

## Есеистика
Въпреки че Джеймс е най-добре известен с романите си, неговите есета с литературна критика днес привличат читатели и извън ерудираните познавачи. В ранната си критика Джеймс смята, че британските и американски романи са скучни и безформени, а френската литература е „непоносимо нечиста“. „Мосю Зола е великолепен, но той прави впечатление на невеж пред английския читател, той сякаш работи на тъмно; ако притежаваше толкова много светлина, колкото енергия, неговите резултати щяха да бъдат с най-висока стойност.“. Х. Дж. Уелс използва Джеймс като прототип за моделиране за Джордж Бун в своя роман „Бун“ (1915). Когато главният герой спори, че романите трябва да бъдат използвани за пропаганда, а не за изкуство, Джеймс изпраща писмо до Уелс: „Изкуство е това, което създава живот, събужда интерес, придава важност, и аз не познавам никакъв заместител на силата и красота на този процес. Никога не бих могъл да бъда Бун“.

### Романи
- Watch and Ward (1871)
- Eugene Pickering (1874)
- Roderic Hudson (1875)
- The American (1877)
- The Europeans (1878)
Европейците, изд.: „Сиела“, София (2005), прев. Людмила Колечкова
- Daisy Miller (1879)
- The Diary of Man of Fifty (1879)
- An International Episode (1879)
- Confidence (1879)
- Washington Square“ (1880)
Уошингтън Скуеър, изд.: „Фама“, София (2009), прев.
- The Portrait of a Lady (1881)
Портрет на една дама, изд.: „Народна култура“, София (1972, 1983), прев. Юлий Генов
- The Bostonians (1886)
Бостънци, изд.: ИК „Колибри“, София (2016), прев. Надежда Розова
- The Princess Casamassima (1886)
- The Reverberator (1888)
- The Tragic Muse (1890)
- The Other House (1896)
- The Spoils of Poynton (1897)
- What Maisie Knew (1897)
Какво знаеше Мейзи, изд.: ИК „Колибри“, София (2011), прев. Иглика Василева
- The turn of the screw (1898)
Примката на призрака, изд.: „Фама“, София (2002), прев. Иглика Василева
- The Awkward Age (1899)
- The Sacred Fount (1901)
- „Посланиците“ („The Ambassadors“, 1901)
- „Крилете на гълъбицата“ („The Wings of the Dove“, 1902)
- „Златната делва“ („The Golden Bowl“, 1904)
- The Aspern Papers (1908)
Архивът на Аспърн, изд.: „Вестникарска група България“, София (2009), прев. Весела Еленкова
- The Whole Family (в съавторство, 1908)
- The Outcry (1911)
- The Ivory Tower (незавършен, публ. 1917)
- The Sense of the Past (незавършен, публ. 1917)

### Пиеси
- Pyramus and Thisbe (1869)
- Still Waters (1871)
- A Change of Heart (1872)

### Документалистика
- French Poets and Novelists (1875)
- English Hours (1905)
- The American Scene (1907)
- Within the Rim and Other Essays (1918)
- Henry James Letters to A. C. Benson and Auguste Monod (1969)

#### Серия „Мемоари“ (Henry James' Memoirs)
- A Small Boy and Others (1913)
- Notes of a Son and a Brother (1914)
- The Middle Years (1917)

## Издания на български език
- Портрет на една дама – библ. „Избрани романи“ № 5, изд.Народна култура, 1972 г.
- Европейците. Портрет на една дама (романи) – изд. Народна култура, 1983 г.
- Примката на призрака – изд. „Фама“, 2002 г.
- Европейците – изд. „Сиела“, 2005 г.
- Архивът на Аспърн – изд. „Фама“, 2008 г.; Вестникарска група „България“, 2009 г.
- Уошингтън Скуеър – изд. „Фама“, 2009 г.
- Какво знаеше Мейзи – изд. Colibri, 2011 г.
- Бостънци – изд. Colibri, 2016 г.

В сборници и други публикации
- Английски и американски разказвачи (сб. разкази) – изд.Народна култура, 1976 г.
- Желязната девственица: Разкази на ужаса (сборник) – изд. „Факел“, 1991 г.
- в статия „Изкуството на романа“, сп. „Език и литература“, 2/1999 г.
- „Майсторът на ковчези: 19 разказа за призраци“ (сборник) – ИК „Труд“, 2002 г.

## Филми или епизоди по негови творби
- Berkeley Square (1933), реж. Франк Лойд
- The Lost Moment (1947), реж. Мартин Гейбъл
- The Philco Television Playhouse – ТВ сериал (от 1948), с много създатели
- Studio One – ТВ сериал (от 1948), с много създатели
- The Heiress (1949), реж. Уилям Уайлър
- The Prudential Family Playhouse – ТВ сериал (1950-1951), реж. Доналд Дейвис
- The House in the Square (1951), реж. Рой Уорд Бейкър
- Curtain Call (от 1952) – ТВ сериал, с много създатели
- Omnibus (от 1952) – ТВ сериал, с много създатели
- Screen Directors Playhouse – ТВ сериал (от 1955), с много създатели
- Matinee Theatre – ТВ сериал (от 1955), с много създатели
- Startime – ТВ сериал (от 1959), с много създатели
- The Innocents (1961), реж. Джек Клейтън
- BBC Play of the Month – ТВ сериал (от 1965), с много създатели
- The Portrait of a Lady (1968), реж. Джеймс Селан Джоунс
- The Nightcomers (1971), реж. Майкъл Уинър
- The Golden Bowl – ТВ сериал (от 1972), реж. Джеймс Селан Джоунс
- The Turn of the Screw (1974), реж. Дан Къртис
- Daisy Miller (1974), реж. Питър Богданович
- The Europeans (1979), реж. Джеймс Айвъри
- Les ailes de la colombe (1981), реж. Беноа Жако
- The Turn of the Screw (1982), реж. Петър Вайгъл
- The Bostonians (1984), реж. Джеймс Айвъри
- The Bostonians (1984), реж. Джеймс Айвъри
- Otra vuelta de tuerca (1985), реж. Елой де ла Иглесиа
- Nightmare Classics – ТВ сериал (от 1989), с много създатели
- The Turn of the Screw (1992), реж. Ръсти Леморанд
- The Haunting of Helen Walker (1995), реж. Том Маклафлин
- The Portrait of a Lady (1996), реж. Джейн Кемпиън
- The Wings of the Dove (1997), реж. Йън Софтли
- Washington Square (1997), реж. Агниежка Холънд
- Under Heaven (1998), реж. Мег Ричмън
- The American (1998), реж. Пол Унвин
- Presence of Mind (1999), реж. Антъни Ейлой
- The Haunting of Hell House (1999), реж. Мич Маркус
- The Turn of the Screw (1999), реж. Бен Болт
- Die Freunde der Freunde (2002), реж. Доминик Граф
- The Californians (2005), реж. Джонатан Паркър
- In a Dark Place (2006), реж. Донато Ротуно
- Le pendu (2007), реж. Клер Девер
- Il mistero del lago (2009), реж. Марко Серафини
- The Turn of the Screw (2009), реж. Тим Фивел
- The Aspern Papers (2010 г.), реж. Мариана Хелмунд
- What Maisie Knew (2012), реж. Скот Макджехи и Дейвид Сиджел